# Sonata a la española
Sonata a la Española es una sonata para guitarra compuesta en 1969 por el compositor español Joaquín Rodrigo. 
La pieza tiene tres movimientos. El primero de estos, allegro assai, introduce una cuerda constante sonido nasal. La segunda, adagio, tiene un tema centrado en las cuerdas más graves de la guitarra. El final, allegro moderato, es un bolero mezclado con la música española.

## Movimientos
- 1. Allegro assai
- 2. Adagio
- 3. Tempo de bolero